# Rheum palaestinum
Rheum palaestinum es una especie fanerógama, de ruibarbo, indígena de Israel, Palestina y Jordania, con altísima eficiencia de uso de agua en su producción de biomasa.
La planta tiene hojas anchas, rígidas, con superficie cerosa, y posee canales capaces de dirigir cualquier gota de agua hacia sus raíces.